# Parathalestris clausi
Parathalestris clausi is een eenoogkreeftjessoort uit de familie van de Thalestridae. De wetenschappelijke naam van de soort is voor het eerst geldig gepubliceerd in 1869 door Norman.